# Ryssby landskommun, Kronobergs län
Ryssby landskommun var en tidigare kommun i Kronobergs län.

## Administrativ historik
När 1862 års kommunalförordningar trädde i kraft inrättades i Sverige cirka 2 500 kommuner. Huvuddelen av dessa var landskommuner (baserade på den äldre sockenindelningen), vartill kom 89 städer och åtta köpingar. I Ryssby socken i Sunnerbo härad i Småland inrättades då denna landskommun.
Vid kommunreformen 1952 bildade den storkommun genom sammanläggning med de tidigare landskommunerna Agunnaryd, och Tutaryd.
År 1971 upplöstes den och dess område gick upp i Ljungby kommun.
Kommunkoden 1952–70 var 0728.

### Kyrklig tillhörighet
I kyrkligt hänseende tillhörde kommunen Ryssby församling. Den 1 januari 1952 tillkom Agunnaryds församling och Tutaryds församling.

## Geografi
Ryssby landskommun omfattade den 1 januari 1952 en areal av 358,75 km², varav 318,69 km² land.

### Tätorter i kommunen 1960
I Ryssby landskommun fanns tätorten Ryssby, som hade 688 invånare den 1 november 1960. Tätortsgraden i kommunen var då 22,7 procent.

## Politik

### Mandatfördelning i valen 1938–1966
| 2 | 5 | 8 |  | 6 | 3 |

| 23 |

| 9 |  |  | 5 | 3 | 6 |

| 24 |

| 8 | 9 | 2 | 6 |

| 23 |

| 10 | 11 | 4 | 10 |

| 32 |

| 10 | 3 | 10 | 4 | 8 |

| 35 |

| 10 | 3 | 11 | 3 | 8 |

| 33 |

| 11 | 3 | 11 | 2 | 8 |

| 33 |

| 11 | 2 | 12 | 2 | 8 |

| 32 |